# Maurice Wertheim
Maurice Wertheim (16. února 1886 New York – 27. května 1950 Cos Cob, Connecticut) byl americký bankéř a filantrop. Narodil se do bohaté židovské rodiny v New Yorku. V roce 1907 absolvoval Harvardovu univerzitu a v témže roce se stal viceprezidentem firmy United Cigar Manufacturing Company svého otce Jacoba Wertheima. Když otec v roce 1913 odešel z podnikání, Maurice Wertheim opustil společnost. V roce 1915 Wertheim nastoupil do investiční banky Hallgarten & Company. V roce 1927 založil vlastní investiční banku.
Byl významným filantropem, vydavatelem a v letech 1941–1943 prezidentem Amerického židovského výboru (American Jewish Committee).
Byl třikrát ženatý. Z prvního manželství s Almou Morgenthauovou měl tři dcery, jednou z nich byla novinářka a historička Barbara Tuchmanová.
Maurice Wertheim zemřel 27. května 1950 ve věku 64 let ve svém venkovském sídle v Cos Cob v Connecticutu na infarkt.